# Avalanșa (film)
Avalanșa este un film românesc din 1959 regizat de Gheorghe Turcu. Rolurile principale au fost interpretate de actorii Romulus Neacșu, George Mărutză și Boris Ciornei.

## Distribuție
- Eugenia Ardeleanu — Ileana
- Sandu Sticlaru — Tudor
- N.N. Matei — Muncitorul
- Romulus Neacșu — Leca
- George Mărutză — Doctorul
- Petre Gheorghiu — Drăgan
- Marcel Anghelescu — Matei
- Boris Ciornei — Țurcanu
- Constantin Stănescu
- Alexandru Șișchin — Mihăiță
- Aurel Irimia — Marin
- Ștefan Ciobotărașu — Directorul
- Lili Maican — Mama lui Sile
- Vasile Ichim — Sile
- Andrei Codarcea — Anton
- Lica Gheorghiu — Valeria
- Tudorel Popa — Funcționarul
- Mircea Constantinescu (1) — Moș Leonte
- Nineta Gusti — Soția muncitorului

## Primire
Filmul a fost vizionat de 1.379.285 de spectatori în cinematografele din România, după cum atestă o situație a numărului de spectatori înregistrat de filmele românești de la data premierei și până la data de 31 decembrie 1989 alcătuită de Centrul Național al Cinematografiei.